# Bellegarde-Poussieu
 Bellegarde-Poussieu  es una población y comuna francesa, en la región de Ródano-Alpes, departamento de Isère, en el distrito de Vienne y cantón de Beaurepaire.

## Urbanismo

### Tipología
Bellegarde-Poussieu es un municipio rural, ya que forma parte de los municipios con baja o muy baja densidad de población, según la definición de la tabla de densidad comunal del InseeNota. Pertenece a la unidad urbana de Sonnay, una conurbación intradepartamental que comprende 3 municipios y 3 244 habitantes en 2017, de los cuales es el centro urbano.
El municipio también forma parte de la cuenca del Rosellón, de la que es un municipio periférico. Esta zona, que comprende 27 municipios, está clasificada entre 50.000 y menos de 200.000 habitantes.

## Demografía
| 580 | 567 | 560 | 616 | 699 | 851 |
| Para los censos de 1962 a 1999 la población legal corresponde a la población sin duplicidades (Fuente: INSEE [Consultar]) |     |     |     |     |     |